# Kránitz Lajos-díj

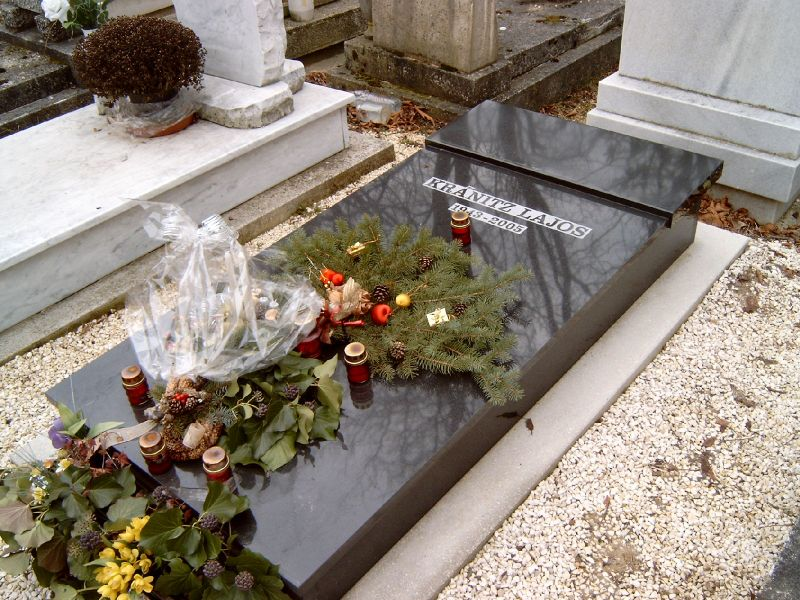
Kránitz Lajos sírja

A Kránitz Lajos-díjat Kránitz Lajos, 2005-ben elhunyt Jászai Mari-díjas színművész emlékére alapította 2012-ben a budapesti Játékszín. Az elismerést az évad legjobb színészének ítélik oda.

## Díjazottak
- 2013: Erdélyi Tímea[2]
- 2014: Andai Györgyi[3]
- 2015: Nagy Sándor[4]
- 2016: Szőlőskei Tímea[5]
- 2017: Zsurzs Kati és Vadász Gábor[1]
- 2018: Lévay Viktória[6]
- 2019ː Szente Vajk[7]
- 2020: Szirtes Balázs[8]
- 2021ː
- 2022ː Kolovratnik Krisztián[9]
- 2023: Csonka András[10]
- 2024: Tóth Enikő[11]
- 2025: Gubik Petra[12]